# Du skal elske din Næste
Du skal elske din Næste er en dansk stumfilm fra 1916, der er instrueret af August Blom efter manuskript af Harriet Bloch.

## Handling
Denne artikel mangler et handlingsreferat. Hjælp os med at skrive det.

## Medvirkende
- Philip Bech - Ekscellencen Henrik Hoff
- Christel Holch - Agnete, datter af ekscellencen
- Henry Seemann - Torben Hoff, læge og ekscellencens nevø
- Valdemar Psilander - Halfdan Borg, redaktør
- Julie Henriksen
- Ingeborg Bruhn Bertelsen
- Peter Jørgensen